# Uwe Neuber

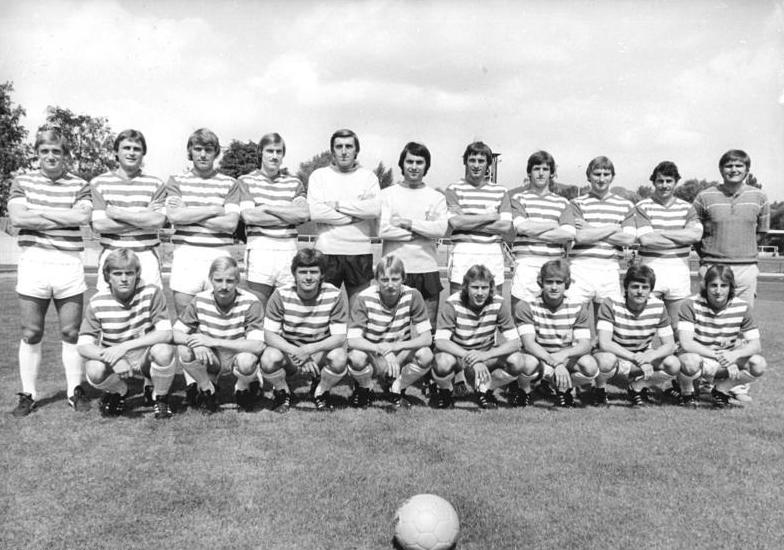
Uwe Neuber (vordere Reihe, dritter von rechts) mit FC Carl Zeiss Jena im Jahr 1978

Uwe Neuber (* 27. Oktober 1955 in Gera; † 5. Februar 2024 in Jena) war ein deutscher Fußballspieler. In der DDR-Oberliga, der höchsten Spielklasse im DDR-Fußball, spielte er in den 1970er Jahren für den FC Carl Zeiss Jena. Außerdem war er zweifacher Nachwuchs-Nationalspieler der DDR.

## Sportliche Laufbahn
1970 wurde der 14-jährige Uwe Neuber von der Betriebssportgemeinschaft BSG Wismut Gera zum Fußballschwerpunkt der Region, dem FC Carl Zeiss Jena, delegiert. Seine ersten Spiele im Männerbereich absolvierte Neuber in der Saison 1974/75 zunächst mit der 2. Mannschaft des FC Carl Zeiss in der zweitklassigen DDR-Liga. Von den 22 Punktspielen bestritt er 18 Begegnungen, in denen er hauptsächlich im Mittelfeld eingesetzt wurde. Gegen Ende der Saison kam Neuber auch zu seinen ersten drei Oberligaeinsätzen, bei denen er jeweils in der zweiten Halbzeit eingewechselt wurde. Für die Spielzeit 1975/76 war Neuber zwar für die Oberliga vorgesehen, bestritt aber zunächst die ersten zehn Punktspiele wieder in der 2. Mannschaft. Nachdem er am 11. Oberligaspieltag wieder einen Kurzeinsatz als Einwechsler absolviert hatte, bestritt er vom 17. Oberligaspieltag bis zum Saisonende alle zehn Partien. Auf wechselnden Positionen wurde er überwiegend als Mittelfeldspieler aufgeboten. In den folgenden drei Spielzeiten gehörte Neuber als Mittelfeldspieler endgültig zum Spielerstamm der Oberligamannschaft des FCC. Bei den insgesamt 78 ausgetragenen Punktspielen fehlte er nur bei 19 Spielen.
1976 und 1977 bestritt Neuber zwei Länderspiele mit der DDR-Nachwuchsnationalmannschaft. Beim Länderspiel DDR – Tschechoslowakei (1:2) wirkte Neuber am 16. November 1976 in der ersten Halbzeit als zentraler Mittelfeldspieler mit. Am 16. August 1977 wurde er in der U-23-Begegnung Schweden – DDR (0:4) in der 2. Halbzeit für den Stürmer Rainer Jarohs eingewechselt. Zu weiteren internationalen Einsätzen kam Neuber für den FC Carl Zeiss in Europapokalspielen. Im UEFA-Pokal 1977/78, bei dem Jena bis ins Viertelfinale kam, bestritt er fünf der acht Begegnungen, u. a. beide Viertelfinalspiele gegen den französischen Vertreter SC Bastia. Im gleichen Wettbewerb 1978/79 schied der FC Carl Zeiss bereits in der 2. Runde aus. Neuber wurde jeweils einmal in jeder Runde gegen den niederländischen Lierse SK und den MSV Duisburg aufgeboten.
Am 20. Mai 1979 fanden in der DDR Kommunalwahlen statt. Neuber, der in der Rückrunde der DDR-Oberliga 1978/79 nur noch Ersatzspieler war, beteiligte sich nicht an der Wahl. Bereits am darauffolgenden Spieltag stand er nicht mehr im Kader des FCC. Bei der Vorschau auf die Oberliga-Saison 1979/80 wurde Neubers Abgang beim FC Carl Zeiss vermerkt und auf den Wechsel zur BSG Wismut Gera verwiesen. Tatsächlich war Neuber aber wegen „Nichtteilnahme an der Kommunalwahl und wegen nichtsozialistischer Lebensweise“ für ein Jahr gesperrt worden (siehe unten Weblink fcc-supporters.org). Statt in Gera zu spielen, wurde er zum Wehrdienst in der Nationalen Volksarmee einberufen. Dort konnte er bei der viertklassigen Armeesportgemeinschaft Vorwärts Havelberg Fußball spielen.
Zur Saison 1981/82 tauchte Neuber schließlich beim DDR-Ligisten Wismut Gera auf. Er gehörte von Anfang an zur Stammelf und wurde in den 22 Ligaspielen 21-mal fast immer im zentralen Mittelfeld eingesetzt. Die beiden folgenden Spielzeiten liefen für Neuber nicht so gut. 1982/83 und 1983/84 kam er insgesamt nur in 23 Ligaspielen (+ 4 Aufstiegsspiele 1983) zum Einsatz. Obwohl im Aufgebot für 1984/85 benannt, wurde er über die gesamte Spielzeit nicht in der Ligamannschaft aufgeboten. Seine erfolgreichste Geraer Saison absolvierte Neuber 1985/86. Die DDR-Liga war von fünf auf zwei Staffeln reduziert worden, und es mussten jeweils 34 Runden ausgetragen werden. Neuber bestritt 33 Ligaspiele und kam wie gewohnt als zentraler Mittelfeldspieler auf fünf Tore, nachdem er in seiner bisherigen Zeit bei der BSG Wismut nur vier Treffer erzielt hatte. Seine letzte Saison im höherklassigen Fußball bestritt Uwe Neuber als 31-Jähriger 1986/87, in der er nur noch zu Beginn in sechs Ligaspiele eingesetzt wurde. Danach hatte er eine Bilanz von 73 Oberligaspielen mit zwei Toren und 113 DDR-Liga-Spielen mit 12 Toren aufzuweisen. Seine aktive Laufbahn ließ Neuber bei der 2. Mannschaft von Wismut Gera in der drittklassigen Bezirksliga ausklingen.
Im Alter von 68 Jahren verstarb Neuber am 5. Februar 2024 im Jenaer Hospiz nach kurzer schwerer Krankheit.